# EPrix van Monte Carlo 2015
De ePrix van Monte Carlo 2015 werd gehouden op 9 mei 2015 op een aangepaste versie van het Circuit de Monaco. Het was de zevende race van het eerste Formule E-seizoen.

## Kwalificatie
| Pos | No | Coureur                | Team               | Tijd   | Grid |
| --- | -- | ---------------------- | ------------------ | ------ | ---- |
| 1   | 9  | Sébastien Buemi        | e.dams Renault     | 53.478 | 1    |
| 2   | 11 | Lucas di Grassi        | Audi Sport ABT     | 53.669 | 2    |
| 3   | 7  | Jérôme d'Ambrosio      | Dragon Racing      | 53.702 | 3    |
| 4   | 99 | Nelson Piquet jr.      | NEXTEV TCR         | 53.712 | 4    |
| 5   | 6  | Loïc Duval             | Dragon Racing      | 53.804 | 14   |
| 6   | 66 | Daniel Abt             | Audi Sport ABT     | 53.891 | 5    |
| 7   | 8  | Nicolas Prost          | e.dams Renault     | 53.909 | 6    |
| 8   | 3  | Jaime Alguersuari      | Virgin Racing      | 54.021 | 17   |
| 9   | 21 | Bruno Senna            | Mahindra Racing    | 54.035 | 7    |
| 10  | 30 | Stéphane Sarrazin      | Venturi Grand Prix | 54.133 | 8    |
| 11  | 77 | Salvador Durán         | Amlin Aguri        | 54.175 | 9    |
| 12  | 2  | Sam Bird               | Virgin Racing      | 54.253 | 10   |
| 13  | 27 | Jean-Éric Vergne       | Andretti Autosport | 54.260 | 11   |
| 14  | 10 | Jarno Trulli           | Trulli GP          | 54.339 | 12   |
| 15  | 28 | Scott Speed            | Andretti Autosport | 54.347 | 13   |
| 16  | 18 | Vitantonio Liuzzi      | Trulli GP          | 54.462 | 15   |
| 17  | 23 | Nick Heidfeld          | Venturi Grand Prix | 54.502 | 16   |
| 18  | 88 | Charles Pic            | NEXTEV TCR         | 54.652 | 18   |
| 19  | 5  | Karun Chandhok         | Mahindra Racing    | 54.858 | 20   |
| 20  | 55 | António Félix da Costa | Amlin Aguri        | 56.938 | 19   |

## Race
| Pos | No | Coureur                | Team               | Rondes | Tijd/Oorzaak uitval | Grid | Punten |
| --- | -- | ---------------------- | ------------------ | ------ | ------------------- | ---- | ------ |
| 1   | 9  | Sébastien Buemi        | e.dams Renault     | 47     | 48:05.225           | 1    | 28     |
| 2   | 11 | Lucas di Grassi        | Audi Sport ABT     | 47     | +2.154              | 2    | 18     |
| 3   | 99 | Nelson Piquet jr.      | NEXTEV TCR         | 47     | +4.634              | 4    | 15     |
| 4   | 2  | Sam Bird               | Virgin Racing      | 47     | +4.801              | 10   | 12     |
| 5   | 7  | Jérôme d'Ambrosio      | Dragon Racing      | 47     | +5.881              | 3    | 10     |
| 6   | 8  | Nicolas Prost          | e.dams Renault     | 47     | +11.032             | 6    | 8      |
| 7   | 30 | Stéphane Sarrazin      | Venturi Grand Prix | 47     | +26.472             | 8    | 6      |
| 8   | 88 | Charles Pic            | NEXTEV TCR         | 47     | +49.538             | 18   | 4      |
| 9   | 55 | António Félix da Costa | Amlin Aguri        | 47     | +52.658             | 19   | 2      |
| 10  | 23 | Nick Heidfeld          | Venturi Grand Prix | 47     | +52.936             | 16   | 1      |
| 11  | 10 | Jarno Trulli           | Trulli GP          | 47     | +58.984             | 12   |        |
| 12  | 28 | Scott Speed            | Andretti Autosport | 47     | +1:14.138           | 13   |        |
| 13  | 5  | Karun Chandhok         | Mahindra Racing    | 46     | +1 ronde            | 20   |        |
| NC  | 18 | Vitantonio Liuzzi      | Trulli GP          | 36     | +10 ronden          | 15   |        |
| DNF | 27 | Jean-Éric Vergne       | Andretti Autosport | 33     | Uitgevallen         | 11   | 2      |
| DNF | 77 | Salvador Durán         | Amlin Aguri        | 28     | Uitgevallen         | 9    |        |
| DNF | 6  | Loïc Duval             | Dragon Racing      | 24     | Uitgevallen         | 14   |        |
| DNF | 66 | Daniel Abt             | Audi Sport ABT     | 14     | Uitgevallen         | 5    |        |
| DNF | 3  | Jaime Alguersuari      | Virgin Racing      | 0      | Ongeluk             | 17   |        |
| DNF | 21 | Bruno Senna            | Mahindra Racing    | 0      | Ongeluk             | 7    |        |

## Standen na de race

### Coureurs
| Positie | Rijder            | Team           | Punten |
| ------- | ----------------- | -------------- | ------ |
| 1       | Lucas di Grassi   | Audi Sport ABT | 93     |
| 2       | Nelson Piquet jr. | NEXTEV TCR     | 89     |
| 3       | Sébastien Buemi   | e.dams Renault | 83     |
| 4       | Nicolas Prost     | e.dams Renault | 77     |
| 5       | Sam Bird          | Virgin Racing  | 64     |

### Constructeurs
| Positie | Team               | Punten |
| ------- | ------------------ | ------ |
| 1       | e.dams Renault     | 160    |
| 2       | Audi Sport ABT     | 115    |
| 3       | Virgin Racing      | 94     |
| 4       | NEXTEV TCR         | 93     |
| 5       | Andretti Autosport | 82     |